# Volta Jazz
Volta Jazz est un groupe de musique burkinabè originaire de la ville de Bobo-Dioulasso. L'orchestre est créé en 1964 par Idrissa Koné, homme de culture et entrepreneur.

## Historique
Volta Jazz est l’un des tout premiers orchestres modernes de la Haute Volta, actuel Burkina Faso. L’aventure musicale commence lorsque Drissa Koné, ancien militaire, tirailleur Sénégalais passionné de culture, décide de racheter les instruments et les contrats de l’orchestre Tropic Jazz dont il était membre,.
Tropic Jazz appartenait à l’homme d’affaires français Jean Bordas installé à Bobo-Dioulasso, ville considérée comme la capitale culturelle du Burkina Faso.
En 1954, le français décide de quitter le Burkina Faso pour la Côte d'Ivoire. C’est là que son musicien et ami Drissa Koné prend l’initiative de racheter l’orchestre à 750 000 FCFA et le nomme Volta Jazz avec de nouvelles visions. Au travers des prestations et concours remportés, Volta Jazz prend une dimension internationale. Le groupe a connu d’illustres membres tels que Georges Ouédraogo dit le Gandaogo national, Tidiane Coulibaly (chanteur principal du groupe) entre autres,,.
Combinant la rumba congolaise, le R&B américain, le yé-yé français, la salsa cubaine et les sonorités traditionnelles régionales Sénoufos et Mandingues, l’orchestre Volta Jazz fut l'un des groupes les plus populaires du continent africain dans les années 1960 et 1970 pendant la période des indépendances. Le Burkina Faso s'appelait la Haute-Volta.
Composé d'une douzaine de musiciens et chanteurs, l'orchestre Volta Jazz a marqué l'univers musical burkinabè. Le groupe existe toujours avec de nouvelles formations,.

## Récompense
Premier prix du Grand concours Artistique et littéraire de la Haute-Volta.

## Membres
- Drissa Koné : fondateur
- Dieudonné Koudougou : guitare solo
- Boureima Traoré : guitare accompagnement
- Tidjane Coulibaly : chanteur
- Antoine Dalbin : chanteur
- Siaka Ouattara Elvis : chanteur
- Michel Traoré : chanteur
- Saïdou Sanou : chanteur
- Abou Traoré : trompette
- Moustapha Maïga : saxophone
- Christophe Adahï : trompette
- Georges Ouédraogo : tumba
- André Paré : batterie
- Kotalama Sanou : contre-basse
- Dominique Valéa : chanteur
- Amadou Bah Flatié : batterie